# Sol de invierno
Sol de invierno es una de las primeras obras conocidas del pintor y escultor español Guillermo Silveira (1922-1987). Está pintada al óleo con espátula sobre tablex y sus dimensiones son de 51,5 x 70 cm.
Figuró reproducida en la cubierta del folleto de mano de la «Exposición de Pinturas de G. Silveira García-Galán» celebrada en la sala de exposiciones de la Sociedad de Instrucción y Recreo Liceo de Mérida (Badajoz) del 11 al 17 de diciembre de 1961.
A la pregunta de Joaquín Calderón a raíz de la muestra individual celebrada en Punta Umbría del 4 al 11 de agosto de 1962 sobre de cuales de sus cuadros se hallaba más satisfecho el artista respondió que pese a que en general lo estaba de casi todos había algunos por los que sentía más afecto ya que le hacían revivir momentos especiales de su vida, entre los que citó los siguientes:

"Rocas y pastos", propiedad de don Antonio Zoido, "Sol de invierno", "Los desahuciados", "Último arco", "Payaso triste" y el premiado con Diploma de Honor de la X Exposición Provincial de Educación y Descanso de 1962 [Cruce de calles].

## Descripción y características
Junto con otras treinta piezas, buena parte de las cuales se encuentran en paradero desconocido, figuró en el catálogo de cuadros presentados a principios de diciembre de 1959 en la Casa de la Cultura de la Plaza de Minayo de Badajoz. Con tal motivo, el crítico de arte del diario Hoy Antonio Zoido la consideró «acaso el mejor óleo de la muestra». Estilísticamente se observan cierta profusión cromática aplicada a base de colores terrosos, azules o sienas, fuertemente contrastados, así como un empleo abundante de materia pictórica muy propios de esta fase inicial. En cuanto a los elementos que aparecen en el mismo destaca sobre todo la presencia de dos carros que suben la calle, visible en varias piezas posteriores.

## Certámenes y exposiciones
- «Exposición de Óleos: Guillermo Silveira García-Galán». Casa de la Cultura de la Diputación Provincial. Badajoz, 1-9 de diciembre de 1959 (n.º 6).[3][6]
- «Exposición de Óleos de Guillermo Silveira García-Galán». Sala de exposiciones de la Sociedad de Instrucción y Recreo Liceo de Mérida (Badajoz), 11-17 de diciembre de 1961 (n.º 9).[7][8]
- «I Bienal Extremeña de Pintura». Mérida (Badajoz), 18-27 de julio de 1963 (n.º 105).[9]
- Recordando Guillermo Silveira – Mostra Comemorativa. Fórum Cultural Transfronteiriço. Alandroal (Portugal), 8-31 de mayo de 2015.
- «Búsquedas». Palacio de los Barrantes-Cervantes. Trujillo (Cáceres), 15 de septiembre-29 de octubre de 2017 (sin numerar).[10]
- «Guillermo Silveira – un puñetazo de alma». Sala Espacio CB Arte de la Fundación CB de Badajoz. Avda. Santa Marina n.º 25, 11-29 de enero de 2022 (sin numerar).[11]

## Obras relacionadas (selección)
- Sin título, ant. 1954. Óleo sobre madera, 22 x 26 cm. Podría tratarse con toda probabilidad de la Lluvia en el bosque, «de tendencia expresionista-surrealista»,[12] rechazada en la «IV Exposición de Artistas Regionales» de Salamanca (dic. 1953), sin que se conozcan por ahora más datos al respecto. Col. particular, Salamanca.
- Sin título (paisaje rural), firmada y fechada «1953 / G. Silveira» en el ángulo inferior derecho. Óleo con espátula sobre tablex, 42 x 54 cm. Col. particular, Badajoz.
- Chozos, c. 1958. Óleo con espátula sobre madera, 71 x 70 cm. Col. particular (desconocida).

Como ya se ha mencionado anteriormente, Sol de invierno formó parte de las treinta y una obras presentadas en la Casa de la Cultura de la Plaza de Minayo de Badajoz a partir del 1 de diciembre de 1959. Junto a esta se exhibieron también, entre otros, los siguientes paisajes:
- Otoñal, firmada «G. Silveira G» en el ángulo inferior derecho, ant. 1960. Óleo sobre tablex, 52 x 66 cm. Para Zoido habría sido ejecutada «con demasiada violencia».[3][6] Presentada dos años después con motivo de la «Exposición de Óleos de Guillermo Silveira García-Galán» celebrada en la Sociedad de Instrucción y Recreo Liceo de Mérida del 11 al 17 de diciembre de 1961 (n.º 18). «Guillermo Silveira – un puñetazo de alma». Sala Espacio CB Arte de la Fundación CB de Badajoz. Avda. Santa Marina n.º 25, 11-29 de enero de 2022 (sin numerar). Col. particular, Talavera la Real (Badajoz).[14][15]
- Rocas y pastos, 1959. Óleo sobre madera, 53 x 84,5 cm. Se expuso en tres momentos posteriores en las salas de la Sociedad de Instrucción y Recreo Liceo de Mérida (11-17 de diciembre de 1961), con motivo de la presentación del mural La nave Argón llevada a cabo en la antigua Escuela de Reactores de la Base Aérea de Talavera la Real el 9 de diciembre de 1981 y Banco de Bilbao de Badajoz (3-9 de diciembre de 1984 [n.º 2]).[7] Cabe resaltar también que figuró reproducida en las cubiertas de los folletos de mano de las muestras del artista celebradas en la Casa de la Cultura de la Diputación Provincial de Badajoz a partir del 1 de diciembre de 1959 y la Escuela Municipal de Punta Umbría (Huelva) del 4 al 11 de agosto de 1962. Col. particular, Madrid.[3][2][6]
- El gallinero, c. 1955-1959.[16] Pintura al óleo, 55 x 40 cm. Col. particular, Madrid.[17]

### Otras (años 1960-1970)
Desde finales de los años 1950 hasta mediados de la década siguiente, en que su pintura comenzó a evolucionar paulatinamente (no se trata en ningún caso de periodos estancos) hasta alcanzar un cierto «estilo propio», que ya no encaja con el expresionismo subjetivo ni la neofiguración de su primera etapa, la producción paisajística de Silveira se mantuvo más o menos fiel a una serie de autores y corrientes artísticas como el también extremeño Ortega Muñoz, Benjamín Palencia, Gutiérrez-Solana y en general la llamada Escuela de Madrid. Sobresalen en este sentido las obras:
- Atardecer, 1960. Óleo sobre madera, 49 x 81 cm. «Exposición de Óleos de Guillermo Silveira García-Galán». Sala de exposiciones de la Sociedad de Instrucción y Recreo Liceo de Mérida (Badajoz), 11-17 de diciembre de 1961 (n.º 17). Col. particular, Salamanca.[19]
- Paisaje y caballo, 1961. Óleo con espátula sobre madera, 46 x 49 cm. «Exposición de Óleos de Guillermo Silveira García-Galán». Sala de exposiciones de la Sociedad de Instrucción y Recreo Liceo de Mérida (Badajoz), 11-17 de diciembre de 1961 (n.º 28). Col. particular, Talavera la Real (Badajoz).[20]
- Paisaje de invierno, 1962. Óleo sobre tablex, 50 x 61 cm. Col. particular, Badajoz.[14]
- Ermita blanca, 1963. Óleo sobre tablex, 52 x 61 cm. «Exposición de Óleos de Guillermo Silveira García-Galán». Sala de exposiciones de la Sociedad de Instrucción y Recreo Liceo de Mérida (Badajoz), 11-17 de diciembre de 1961 (n.º 13). Col. particular, Badajoz.[21]
- Paisaje gris (2.ª vers.), 1965. Óleo sobre tablex, 38 x 53 cm. Se conoce a este respecto una fotografía en blanco y negro de una versión anterior expuesta en la Escuela Municipal de Punta Umbría (Huelva) del 4 al 11 de agosto de 1962, reseñada por el pintor y crítico de arte Enrique Montenegro como «un cuadro resuelto en tonos grises y en el que la perspectiva honda está magníficamente lograda simplemente con una serie de postes de telégrafo que parten del primer plano y se pierden en el infinito».[22] Col. particular, Badajoz.[23]
- Paisaje o Campo, 1970. Gouache sobre papel, 49 x 55 cm. «Guillermo Silveira». Museo Provincial de Bellas Artes. Badajoz, 26 de marzo-31 de mayo de 2009 (n.º 9). Col. particular, Madrid.[24]

### Sin fecha definida (por orden alfabético)
- El camino, firmada «G. Silveira» en la parte inferior derecha, ant. 1960. Pintura al óleo. «Exposición de Óleos: Guillermo Silveira García-Galán». Casa de la Cultura de la Diputación Provincial. Badajoz, 1-9 de diciembre de 1959 (n.º 27). Col. particular, Cáceres.[25]
- Paisaje rural (cercados), firmada «SilveiraGG» en el ángulo inferior izquierdo. Gouache sobre papel. Col. particular, Badajoz.
- Paisaje rural (pueblo), firmada «G. Silveira Galan» en el ángulo superior izquierdo, principios de los años 1960. Óleo sobre madera, 50 x 56 cm. Col. particular, Talavera la Real, Badajoz.
- Puerto de montaña, firmada «SilveiraGG» en el ángulo inferior izquierdo, años 1970. Tinta y gouache sobre papel, 46 x 61 cm. Representa una vista general de la denominada Cuesta de la Media Fanega, ubicada entre la Venta del Alto y la localidad sevillana de El Ronquillo. Col. particular, Badajoz.

### Hemerografía
- Calderón, Joaquín (11 ago. 1962). «Exposición Silveira García-Galán». Odiel. Desde Punta Umbría (Huelva): 11.
- Delgado Valhondo, Jesús (23 jul. 1963). «I Bienal de Pintura en Mérida». ABC (Madrid): 13.
- Díaz Santillana, Santos (22 dic. 1961). «Exposición de pintura de Guillermo Silveira en el Liceo de Mérida». Hoy (Badajoz): 5.
- Montenegro Pinzón, E. (10 ago. 1962). «Óleos de Silveira García-Galán en Punta Umbría». Odiel (Huelva): 9.
- REDACCIÓN (1 dic. 1959). «Hoy se inaugura la exposición de Silveira García-Galán». Hoy. Vida pacense (Badajoz): 2.
- Zoido, Antonio (3 dic. 1959). «La exposición de Guillermo Silveira». Hoy (Badajoz): 5.